# Spiral Architect
A Spiral Architect egy norvég progresszív metal együttes volt. 1993-ban alakultak Oslóban. Mindössze egy stúdióalbumot jelentettek meg, és egy demót. Lars K. Norberg szerint a zenekar neve nem a Black Sabbath ugyanilyen című daláról származik, annak ellenére, hogy Norberg őket tartja kedvenc zenekarának. Az Encyclopaedia Metallum szerint a zenekar 2015 óta szünetet tart (hiatus, a tagok szerint "hibernálnak").

## Tagok
- Øyvind Hægeland – ének, vokál, billentyűk
- Steinar Gundersen – gitár
- Lars K. Norberg – basszusgitár, programozás
- Asgeir Mickelson – dob

## Korábbi tagok
- Andreas Jonsson – ritmusgitár
- Kaj Gornitzka – ritmusgitár, vokál
- Leif Knaushaug – ének

## Diszkográfia
- Spiral Architect (demó, 1995)
- A Sceptic's Universe (album, 2000)